# Sidney (Iowa)
Sidney – miasto w Stanach Zjednoczonych, w stanie Iowa, siedziba hrabstwa Fremont. W 2000 liczyło 1 300 mieszkańców.